# HMS Jervis
La HMS Jervis (pennant number F00, dall'aprile del 1940 cambiato in G00) fu un cacciatorpediniere britannico della Royal Navy, prima unità della Classe J; entrata in servizio nel maggio del 1939, prese parte alla seconda guerra mondiale, operando prevalentemente nel settore del Mediterraneo.
Con ben 13 onori di battaglia, la Jervis risulta la seconda più decorata unità navale britannica della seconda guerra mondiale, a pari merito con l'incrociatore leggero HMS Orion ed il cacciatorpediniere HMS Nubian, e superata solo dalla corazzata HMS Warspite (con 15 onori di battaglia). L'unità si meritò anche l'appellativo di Lucky Jervis (Jervis la fortunata), in quanto, pur partecipando a diversi scontri e venendo spesso danneggiata, non venne mai affondata né ebbe un proprio membro dell'equipaggio ucciso in azione; insieme al cacciatorpediniere HMS Javelin, fu l'unica delle otto unità della sua classe a sopravvivere indenne alla guerra.

## Storia
Impostata nei cantieri Hawthorn Leslie and Company di Hebburn il 26 agosto 1937, venne varata il 9 settembre 1938 con il nome di Jervis, in onore dell'ammiraglio britannico John Jervis, I conte di St Vincent; entrò poi in servizio l'8 maggio 1939.
Concepita come cacciatorpediniere conduttore, venne designata come nave ammiraglia della 7th Destroyer Flotilla della Home Fleet sotto il capitano di vascello Philip Mack, che prese il comando dell'unità nel marzo del 1939. Allo scoppio della guerra nel settembre del 1939, era di base nell'Humber e prese parte alle missioni di intercettamento dei mercantili tedeschi nel Mare del Nord; già il 4 settembre, secondo giorno di guerra, partecipò alla cattura del mercantile tedesco Johannes Molkenbuhr. Per altri sei mesi continuò a partecipare con la sua flottiglia alle missioni di pattugliamento nel Mare del Nord; il 19 marzo 1940 rimase coinvolta in una collisione con il cargo svedese SS Tor nei pressi del faro di Longstone, al largo della costa orientale dell'Inghilterra; subì gravi danni che la costrinsero a rimanere per due mesi in cantiere per le riparazioni, ritornando operativa solo ai primi di giugno.
Nel luglio del 1940 la Jervis venne trasferita a Malta, inquadrata nella 14th Destroyer Flotilla sempre sotto il comando del capitano Mack; da questo momento e per i successivi due anni, la nave sarà impiegata intensamente in missioni di scorta ai convogli tra Malta ed Alessandria d'Egitto e nel Mar Egeo, come pure in appoggio alle unità di superficie della Mediterranean Fleet. Venne anche impiegata in missioni d'appoggio alle truppe dell'Esercito britannico impiegate sul fronte libico, scortando le unità pesanti inviate a bombardare dal mare le posizioni degli italiani, ed intervenendo essa stessa nelle azioni di fuoco. Tra il 27 ed il 30 marzo 1941, venne coinvolta negli eventi della battaglia di Capo Matapan, sempre come unità di scorta della Force A dell'ammiraglio Andrew Cunningham; nella notte del 29 marzo, la Jervis intercettò l'incrociatore pesante italiano Pola, immobilizzato durante un precedente attacco aereo britannico, e, dopo averlo affiancato per trarne in salvo l'equipaggio, lo finì con un siluro.
A partire dall'aprile seguente, la Jervis e le altre unità della 14th Destroyer Flotilla vennero impiegate anche nella caccia ai mercantili dell'Asse intenti a rifornire le truppe italo-tedesche in Libia; nella notte del 16 aprile, la Jervis ed altri tre cacciatorpediniere britannici attaccarono il convoglio italiano Tarigo al largo delle isole Kerkenna, colando a picco tre cacciatorpediniere italiani e cinque mercantili, ma perdendo nell'azione il cacciatorpediniere HMS Mohawk. Il 21 aprile seguente prese parte al bombardamento di Tripoli da parte della Force B britannica (operazione MD 3), mentre l'8 maggio successivo sfuggì ad un attacco da parte del sommergibile italiano Ruggiero Settimo. A partire dal 14 maggio venne distaccata a Creta, partecipando alle operazioni di evacuazione delle truppe alleate dalla Grecia fino alla fine del mese; subì diversi attacchi aerei, ma non venne colpita. Nel giugno del 1941 prese parte alle operazioni della campagna di Siria, ingaggiando alcuni cacciatorpediniere della Francia di Vichy e sfuggendo ancora una volta all'attacco di un sommergibile davanti Beirut.
A partire dal luglio del 1941, la Jervis venne distaccata a Tobruch in appoggio alla locale guarnigione britannica, sotto assedio dal marzo precedente; compì diverse missioni di trasporto truppe ed evacuazione di feriti, facendo la spola tra la città ed Alessandria. Nel dicembre seguente, prese parte alla prima battaglia della Sirte. 
Il 19 dicembre 1941 venne indirettamente coinvolta negli eventi della cosiddetta "impresa di Alessandria": un gruppo di sommozzatori italiani penetrò nel porto di Alessandria ed applicò cariche esplosive a due corazzate britanniche ed alla petroliera Sagona; l'esplosione di quest'ultima causò gravi danni anche alla Jervis, che si trovava ancorata lì accanto. Il cacciatorpediniere dovette rimanere sei settimane fermo in porto per le riparazioni, tornando in servizio ai primi di febbraio del 1942, continuando con le missioni di scorta al traffico mercantile Alleato, e partecipando alla seconda battaglia della Sirte (22 marzo), alla battaglia di mezzo giugno (12 - 16 giugno) ed alla battaglia di mezzo agosto (11 - 13 agosto).
Nei primi mesi del 1943 continuò a partecipare alle missioni di intercettamento del traffico mercantile nemico al largo delle coste libiche e tunisine, contribuendo anche alle operazioni navali Alleate in appoggio alla campagna di Tunisia; partecipò ai bombardamenti navali di Pantelleria e Lampedusa, ed il 2 giugno, in collaborazione con il cacciatorpediniere greco Vasilissa Olga, affondò la torpediniera italiana Castore e due mercantili al largo di capo Spartivento in Calabria. Nel luglio seguente prese parte all'Sbarco in Sicilia, compiendo diverse missioni di bombardamento al largo delle coste della Sicilia e dell'Italia meridionale; a partire dal 14 settembre, invece, venne dispiegata al largo di Salerno durante l'Sbarco a Salerno, sopportando diversi attacchi aerei ma uscendone indenne. Riassegnata alla base di Brindisi, tra l'ottobre ed il dicembre seguente prese parte alla fallimentare campagna del Dodecaneso, principalmente come unità di scorta; rientrata a Brindisi, all'inizio del gennaio del 1944 compì alcune missioni di bombardamento lungo la costa adriatica italiana, prima di essere inviata, verso la fine del mese, ad Anzio in appoggio all'Sbarco di Anzio. Il 23 gennaio, mentre si trovava impegnata in una missione di pattugliamento sottocosta, venne colpita da un missile radiocomandato Henschel Hs 293 tedesco; la prua venne asportata e lo scafo danneggiato, ma la nave non affondò e nessun membro dell'equipaggio rimase ucciso. Dopo una breve sosta a Napoli, la nave venne inviata a Gibilterra per le riparazioni, rimanendo in cantiere fino alla metà di aprile.
Dopo quasi quattro anni nel Mediterraneo, la nave rientrò in Gran Bretagna il 24 aprile 1944, per essere destinata alla flotta di invasione del continente; il 6 giugno 1944 la Jervis partecipò quindi allo sbarco in Normandia, contribuendo al fuoco di supporto in appoggio ai reparti britannici impiegati a Gold Beach. Il 16 giugno subì di nuovo gravi danni a prua dopo una collisione con un mercantile; inviata a Belfast per le riparazioni e gli ammodernamenti, venne temporaneamente messa fuori servizio. Rientrò in squadra nel maggio del 1945, venendo di nuovo inviata nel Mediterraneo in previsione di un suo dispiegamento sul fronte del Pacifico; dopo il suo arrivo ad Haifa, tuttavia, l'incarico venne cancellato e la Jervis rimase nel Mediterraneo orientale fino alla fine delle ostilità. Dopo la guerra rimase assegnata alla Mediterranean Fleet, partecipando alle missioni di contrasto all'immigrazione illegale ebraica al largo delle coste della Palestina; il 30 giugno 1946 rientrò in Gran Bretagna e venne posta nella riserva. Servì brevemente come nave scuola e come nave bersaglio, prima di essere veduta per la demolizione nel gennaio del 1949; lo scafo venne infine demolito a Port Bannatyne nel settembre seguente.

## Onori di battaglia
- Mediterraneo 1940-44; Libia 1940-42; Convogli di Malta 1941-42;
- Matapan 1941; Sfax 1941; Creta 1941; Sirte 1942;
- Sicilia 1943; Salerno 1943; Egeo 1943; Adriatico 1944; Anzio 1944; Normandia 1944[2]